# Ex convento di Santa Croce in Boscaglia (Como)
L'ex convento di Santa Croce in Boscaglia fu una struttura religiosa fondata e gestita a Como dai Frati minori osservanti.

## Storia e descrizione
Il convento fu fondato nel 1440, sulla sponda destra del torrente Valduce, a cavallo della strada che metteva in comunicazione il centro città con Civiglio e Brunate tramite l'eremo di San Donato.
Tra i frati che vissero a Santa Croce in Boscaglia vi furono, tra gli altri, Michele Carcano e Bernardino Caimi.
Nella chiesa del monastero - probabilmente a navata singola con tramezzo affrescato - si trovavano dipinti di Felice Scotto, pittore al quale viene attribuito anche un affresco tardoquattrocentesco tuttora conservato presso Villa Pecco, costruita nel sedime dell'ex convento.
Al XIX secolo risale un acquarello, conservato presso i Musei Civici di Como, raffigurante una veduta del complesso.
Il convento fu chiuso nel 1810, nell'ambito delle secolarizzazioni napoleoniche, e venne demolito nel 1814. Dalla demolizione si salvò uno dei tre chiostri, dotato di archi a sesto acuto sorretti da colonne cilindriche. Alcuni arredi della ex chiesa conventuale vennero ricollocati in altri edifici religiosi: un paliotto finì nella vicina chiesa di San Giuliano, mentre l'altare maggiore si trova ancora nella chiesa di Santa Maria degli Angeli di Lugano.
Nel 1938, i coniugi Alice e Francesco Brambilla, proprietari di una villa comprendente il chiostro superstite, decisero di donare la proprietà a don Giovanni Folci, che vi aprì dapprima un pre-seminario e, successivamente, una casa finalizzata all'accoglienza di sacerdoti in difficoltà e/o bisognosi di assistenza sanitaria di tipo residenziale.

### Approfondimenti
- Santo Monti, La Cattedrale di Como, Como, Tipografia Editrice F. Ostinelli di C.A., 1897,  p. 169.
- P. Paolo Maria Sevesi, Santa croce in boscaglia di Como, Como, Tipografia A. Volta, 1927.